# 氷室神社 (神戸市)
氷室神社（ひむろじんじゃ）は兵庫県神戸市兵庫区氷室町に鎮座する神社。

## 祭神
- 市杵島比売・大国主命・仁徳天皇

## 歴史
平清盛が福原遷都の際、兵庫七弁天の一社として市杵島比売を奉斎した。平教盛がここに別邸を建て、後白河法皇を幽閉した場所であった。

- 建武3年（1336年）の湊川の戦いで、楠木正成が会下山に陣する時、この地より人夫が出て仕えたという。
- 寛政から享和（1789年～1803年）までは名水「夢野の清水」があって、湯に沸かして遠近の人に入浴させ、氷室の湯といった。
- 元禄年間（1688年）以降の古文書には「氷室古跡」並びに「弁財天社」として崇敬が厚いと載っている。

## 境内
- 春日・皇太・猿田彦社と地主神

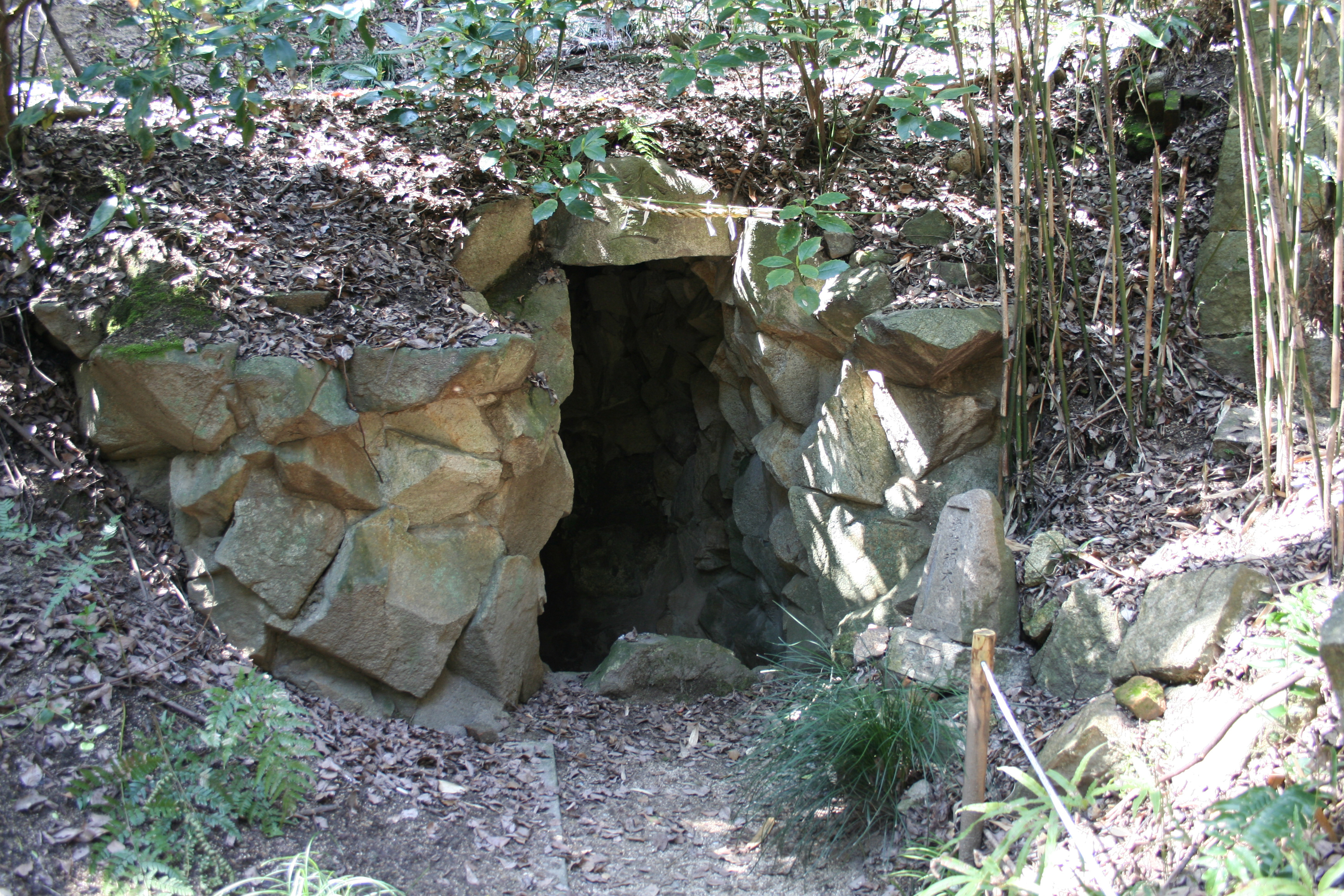
氷室旧跡

- 氷室稲荷神社　明治8年（1875年）京都伏見稲荷大社より勧靖。
- 氷室旧跡　『日本書紀』仁徳天皇62年の夏の条に皇兄額田大中彦皇子が闘鶏野で氷室を発見した記事があり、地元ではここだとされている。

## 交通アクセス
- ＪＲ・阪神・阪急『三宮駅』下車後、神戸阪急より、市バス⑦神戸駅前行きにて『石井町』下車、徒歩５分